# Mulheres Assim
Mulheres Assim é uma série de televisão portuguesa exibida em 2016 e 2017 pela RTP1 e produzida pela Coral Europa.

## Sinopse
Maria do Carmo era uma atriz promissora. Aos 40 anos, perdeu um filho. Abandonou a profissão, o sonho e o futuro. Tem agora 50 anos e duas hipóteses: desistir ou continuar. Acompanhamos Maria do Carmo e algumas mulheres com quem se cruza, e que se vão cruzando, num século de incertezas: não apenas em relação ao futuro mas também em relação aos outros e a nós próprios. São mulheres inquietas com o seu tempo. Como "detetives" de uma época, tomam-lhe o pulso, tentam decifrar as pistas falsas. Têm em comum a ousadia de viver intensamente - na alegria ou na dor. "Jogam-se aos dados", como escreveu Natália Correia. Nem todas vencem. Nem todas perdem.

## Elenco
| Ator/Atriz             | Personagem     |
| ---------------------- | -------------- |
| Joana Seixas           | Maria do Carmo |
| João Reis              | Tomás          |
| Maria Vieira           | Graziela       |
| Maria João Falcão      | Luísa          |
| António Pedro Cerdeira | Zé Carlos      |
| Ana Marta Contente     | Maria João     |

### Elenco adicional
- Dina Félix Costa - Tita
- Gracinda Nave - Clara
- Sara Carinhas - Lucinda
- Adriana Moniz - Maria
- Ana Valentim - Sara
- Mafalda Vilhena - Patrícia
- Samanta Castilho - Maria José
- Juana Pereira da Silva - Ana
- Leonor Beleza - Inês
- Carla Chambel - Médica
- Filipe Vargas - Fernando
- Helena Canhoto - Maria das Dores
- Pompeu José - Quim
- Anna Eremin - Lara
- David Gomes - André
- Beatriz Monteiro - Mafalda
- Manuela Couto - Paula
- Almeno Gonçalves - Homem da Loja
- Flávia Gusmão - Cláudia
- Margarida André - Professora Ballet
- Dânia Neto - Mariana
- Bárbara Norton de Matos - Marta
- Alberto Quaresma - Albano
- Carlos Vieira de Almeida - Padre
- Miriam Vieira - Gharam
- Jorge Corrula - Pedro
- Hugo Fernandes - Helder
- Sinde Filipe - Homem no Retiro
- Custódia Gallego - Manuela
- Márcia Leal - Diana
- Marisa Matos - Rapariga Parque 1
- Estrela Novais - Senhora
- Matilde Serrão - Samia
- Diana Costa e Silva - Maria Helena
- Leonor Alcácer - Diretora Canil
- Ana Brinca
- Alfredo Brito - Pai Ana
- Sandra Cóias - Colega Clara
- Anabela Faustino - Filipa
- Inês Gutierrez - Rapariga Parque 2
- Fernando Lupach - Agente PSP
- Alex Miranda - Hipnoterapeuta
- João Maria Pinto - Orlando
- Ana Videira - Médica
- Susana Blazer - Madalena
- Marta Faria - Mulher Estátua
- Rosa Villa - Victoria
- Carlota Alves - Rapariga Lavadouro
- Cristina Cavalinhos - Lurdes
- Sara Chaves
- Tomé Ferreira - Miguel
- Inês Sá Frias - Sofia
- Luis Henrique - Rapazinho
- Sara Mestre - Ana
- Elisabete Piecho - Irene
- Duarte Victor - Médico
- Sónia Balacó - Cristina
- Gabriela Barros - Isabel
- Marques D'Arede - Administrador Prédio
- Francisco Fernandez - Rapaz Bonito
- Ana Lopes Gomes
- Nuno Pardal - Martim
- Pedro Pernas - Inspetor Polícia Judiciária
- Sérgio Silva - Psiquiatra
- Bruno Xavier - Namorado de Mariana
- Francisco Côrte-Real - Hugo
- Rui Dias - Agente Polícia Judiciária
- Inês V. Macedo - Helena
- Quimbé - Raptado
- Pedro Leitão - João
- João Cobanco - Homem
- Joaquim Nicolau - Homem Câmara Municipal
- Luís Mouzinho
- João Bernardes - Rapaz Net

## Episódios
| # | Título                    | Exibição em Portugal   | Audiência    | Audiência | Audiência |
| # | Título                    | Exibição em Portugal   | Espectadores | Share     | Rating    |
| --- | ------------------------- | ---------------------- | ------------ | --------- | --------- |
| 1 | "Maria do Carmo"          | 6 de setembro de 2016  | 294 500      | 6,6%      | 3,1%      |
| MARIA DO CARMO é uma atriz de 40 anos que vive em função da morte do filho, que perdeu há 10 anos. Embora não tenha sido culpada, sente culpa. Quem mais a apoia é GRAZIELA, a sua mulher-a-dias. Tomás, o marido, sente-se também ele órfão de Maria do Carmo. Convivem com outro casal, LUÍSA e Zé Carlos, aparentemente estável e feliz. |                           |                        |              |           |           |
| 2 | "Lucinda"                 | 13 de setembro de 2016 | 161 500      | 4,7%      | 1,7%      |
| LUCINDA é filha de Graziela. Está ao volante e de repente começa a suar, com um ataque de pânico. Não se lembra para onde vai nem de onde vem. LUCINDA continua às voltas na rotunda, atenta às saídas, mas nenhuma lhe parece certa. Encosta onde pode. Pega no telemóvel mas não conhece nenhum daqueles nomes. Vê: MÃE e liga. LUCINDA não se lembra da mãe, não se lembra de si mesma. |                           |                        |              |           |           |
| 3 | "Inês"                    | 20 de setembro de 2016 | 209 000      | 4,7%      | 2,2%      |
| É o dia em que LUÍSA (melhor amiga de MARIA DO CARMO) assina o divórcio com o marido. INÊS envolveu-se com Zé Carlos e mudou-se para casa deles. Não quer voltar à advocacia e começa a trabalhar em casa, obcecada pelas novas tecnologias. Quer desenvolver uma nova aplicação para os telemóveis. Um dia, começa a receber mensagens de alguém que não conhece. Alguém que a segue, não apenas na plataforma virtual mas também na vida real. Terá Inês perdido o controlo sobre o seu domínio da Net, sobre a sua pesquisa? No que estará envolvida esta rapariga? |                           |                        |              |           |           |
| 4 | "Ana e Luísa"             | 27 de setembro de 2016 | 114 000      | 3,7%      | 1,2%      |
| LUÍSA, a melhor amiga de MARIA DO CARMO, separou-se e quer mudar de vida. Um dia, mete-se num tuk-tuk e aluga aquele serviço por um dia. A condutora é ANA, rapariga que aprecia a profissão e a liberdade que lhe dá. LUÍSA requisita os seus serviços por um dia e passam a noite juntas. Ana apaixona-se pela aparente alegria de LUÍSA, pela sua aparente coragem, mas LUÍSA ignora-a depois disso. O desespero de Ana para voltar a ver Luísa será uma espiral de obsessão. |                           |                        |              |           |           |
| 5 | "Clara"                   | 4 de outubro de 2016   | 209 000      | 4,7%      | 2,2%      |
| CLARA, filha de Graziela (mulher-a-dias de Maria do Carmo), trabalhava numa empresa de Contabilidade mas ficou desempregada. MARIA DO CARMO acolhe-a em casa. Quando ficou sem trabalho, CLARA começou, literalmente, a lavar roupa suja - não a dela, mas dos outros. Entregam-lhe a roupa, que ela lava e passa a ferro em casa de MARIA DO CARMO, com a ajuda da mãe. Mas, um dia, CLARA começa a receber apenas roupa preta. Da primeira vez, parece-lhe uma coincidência. Depois, começa a estranhar. Estará toda a gente da zona de luto? Será uma brincadeira de mau gosto? |                           |                        |              |           |           |
| 6 | "Maria José"              | 11 de outubro de 2016  | 152 000      | 3,6%      | 1,6%      |
| MARIA JOSÉ, ex-colega de Lucinda, filha de Graziela (como acompanhantes de luxo), tornou-se uma activista dos direitos dos animais. Frustrada com os fracos resultados que vai tendo, torna-se radical e começa a actuar de formas politicamente incorrectas. A associação que dirige rouba casacos de pele para os queimar em praça pública, rapta pessoas que abandonam e mal-tratam os animais, encerrando-as num armazém que é uma espécie de canil humano. MARIA JOSÉ está disposta a tudo para mudar a consciência das pessoas e alertar a opinião pública para o problema. Mas, um dia, descobre que está grávida. Irá a ideia de maternidade mudar a atitude de Maria José? Continuará a correr os mesmos riscos, sabendo que vai ser mãe?    |                           |                        |              |           |           |
| 7 | "Patrícia"                | 18 de outubro de 2016  | 142 500      | 4,1%      | 1,5%      |
| PATRÍCIA é técnica de Acupuntura e de massagem Tui Na de MARIA DO CARMO. Tem uma cadela chamada Mistake. Chama-lhe Miss. Tem como máxima: "quando perderes, não percas a lição". Foi secretária num gabinete do Estado durante muitos anos. Quando a transferiam de gabinete e de cargo, tinha de levar consigo a sua própria cadeira. Vítima de "burocracite aguda", fez o Curso de Medicina Tradicional Chinesa. Cansou-se do jogo das cadeiras e despediu-se, arriscando tudo. É um grande apoio para MARIA DO CARMO, que tenta ajudar de todas as formas, levando-a a sessões de hipnoterapia ou a retiros para meditação. Mas conseguirá em MARIA DO CARMO uma aliada para a aventura do desapego?                                               |                           |                        |              |           |           |
| 8 | "Ana"                     | 25 de outubro de 2016  | 199 500      | 4,4%      | 2,1%      |
| ANA, a condutora de tuk-tuk cujos serviços LUÍSA (amiga de MARIA DO CARMO) alugou por um dia, entrou numa grande depressão. O desgosto de amor veio acrescentar-se a outros traumas do passado. Deixou o trabalho e a casa que dividia com as amigas e começou a dormir na rua. ANA esconde-se. Sem abrigo, isola-se no lugar mais improvável, que constrói com as próprias mãos. Está convencida que habita um país em guerra, mesmo que ninguém pareça notar; que é espiada. Ana parece ter enlouquecido ou inventado a guerra e vive a esconder-se e a fazer planos para escapar a um conflito que talvez não esteja a acontecer. |                           |                        |              |           |           |
| 9 | "Paula"                   | 1 de novembro de 2016  | 142 500      | 4,6%      | 1,5%      |
| ANA, a condutora de tuk-tuk cujos serviços LUÍSA (amiga de MARIA DO CARMO) alugou por um dia, entrou numa grande depressão. O desgosto de amor veio acrescentar-se a outros traumas do passado. Deixou o trabalho e a casa que dividia com as amigas e começou a dormir na rua. ANA esconde-se. Sem abrigo, isola-se no lugar mais improvável, que constrói com as próprias mãos. Está convencida que habita um país em guerra, mesmo que ninguém pareça notar; que é espiada. Ana parece ter enlouquecido ou inventado a guerra e vive a esconder-se e a fazer planos para escapar a um conflito que talvez não esteja a acontecer. |                           |                        |              |           |           |
| 10 | "Sara e Maria"            | 8 de novembro de 2016  | 152 000      | 3,6%      | 1,6%      |
| SARA e MARIA (as melhores amigas de ANA) decidem receber Gharam, refugiada Síria, e Samia, sua filha, em casa delas. O pai de Sara discorda desta opção, a vizinhança também. Elas avançam. SARA começa a afeiçoar-se demasiado à criança. Decide que antes de elas voltarem a partir, há-de ensinar Samia a nadar. Poderá o afecto que nutre por esta criança tornar-se nocivo, uma vez que a situação é temporária e Gharam terá de voltar a partir, um dia, levando a sua filha? Serão SARA e MARIA capazes de as deixar partir? Serão elas capazes de ficar? |                           |                        |              |           |           |
| 11 | "Lara"                    | 15 de novembro de 2016 | 199 500      | 4,8%      | 2,1%      |
| LARA tem 19 anos. É filha de russos mas cresceu em Portugal. É filha de um ex-funcionário de TOMÁS e protegida de MARIA DO CARMO. Aparece e desaparece ciclicamente. Vai ficando lá em casa quando precisa. A família voltou para a Sibéria e ela quis ficar. Trabalha numa casa de chá às tardes e é porteira de um bar à noite. Conheceu este casal sem filhos, que a protege. Mas até onde está disposta a ir LARA para sobreviver longe da família? |                           |                        |              |           |           |
| 12 | "Tita"                    | 22 de novembro de 2016 | 133 000      | 4,1%      | 1,4%      |
| TOMÁS está fora em trabalho e MARIA DO CARMO combina um jantar só de amigas, em sua casa: ela, LUÍSA, PATRÍCIA e TITA. TITA separou-se de Martim (amigo de ZÉ CARLOS e de TOMÁS) e tem um namorado novo. Como sabe que TOMÁS e ZÉ CARLOS não vão, aparece com o namorado, para o apresentar às amigas. Elas não estão a contar com ele mas insistem para que fique, apenas por cerimónia. Ele fica. Entre amigas íntimas, o desconforto dele começa por ser claro, até que inventa que sabe ler o futuro, numa brincadeira sem maldade. Mas o que ninguém esperava era que o futuro chegasse tão cedo: TOMÁS, ZÉ CARLOS e MARTIM aparecem sem avisar. Passará este jantar a uma batalha campal?                                                       |                           |                        |              |           |           |
| 13 | "A Casa"                  | 29 de novembro de 2016 | 180 500      | 6,6%      | 1,9%      |
| MARIA DO CARMO decidiu começar a ter aulas de piano. A casa de MARIA DO CARMO e de Tomás é frequentada por muita gente: os amigos do casal, Graziela, as filhas de Graziela; e agora, também, a professora de piano e a filha dela. Tudo parece estar bem até que Maria do Carmo e Tomás começam a adoecer sem que se perceba a causa. Graziela também. Ao fim de muitos exames, chega um possível diagnóstico: intoxicação ou envenenamento. Todos duvidam de todos. Maria do Carmo tenta gerir a dúvida e a sua própria saúde enquanto tudo parece destinado ao caos. Mas será afinal a própria casa que os trai a todos? |                           |                        |              |           |           |
| 14 | "Maria das Dores"         | 6 de dezembro de 2016  | 123 500      | 3,6%      | 1,3%      |
| Uma mulher, muito parecida com Maria do Carmo, entra de lenço na cabeça e óculos de sol numa loja de compra e venda de ouro. Traz um saco grande. O saco está repleto de taças e de prémios. Vende todos os prémios. Precisa de dinheiro. Acompanhamos esta mulher, idêntica a Maria do Carmo, a pôr cartazes por todo o lado com uma fotografia e a frase PROCURA-SE, com um número de telefone. Mas a fotografia nos cartazes parece ser da própria MARIA DO CARMO, da mulher que distribui, ainda que disfarçada, os cartazes. Estará MARIA DO CARMO, literalmente, à procura de si mesma? |                           |                        |              |           |           |
| 15 | "Maria João"              | 13 de dezembro de 2016 | 180 500      | 4%        | 1,9%      |
| MARIA DAS DORES, a irmã de MARIA DO CARMO, pediu à irmã que acolhesse e cuidasse da sua filha adolescente: MARIA JOÃO. MARIA JOÃO é a sobrinha que MARIA DO CARMO só conheceu com 16 anos, no regresso temporário da irmã. Quando MARIA JOÃO se muda lá para casa, MARIA DO CARMO decide que chegou o momento de enfrentar e mudar o quarto do filho que morreu. Chama TITA, amiga decoradora, e LUÍSA, para a ajudarem a remodelar o quarto. MARIA JOÃO está numa cadeira de rodas e é preciso adaptar a casa a algumas necessidades especiais. Ajudar a sobrinha ajuda MARIA DO CARMO a dar mais um passo em direcção à vida. |                           |                        |              |           |           |
| 16 | "Mariana"                 | 20 de dezembro de 2016 | 199 500      | 4,6%      | 2,1%      |
| MARIANA é uma jovem pugilista e professora de boxe de TITA. TITA sente que a LUÍSA lhe está a faltar jogo de cintura para a vida e convence-a a ir experimentar um desporto. Leva-a a uma aula de boxe. LUÍSA começa a gostar e a frequentar as aulas de boxe dadas por MARIANA, mas diz que está na Universidade Sénior, num curso de Estudos Feministas. Um dia, numa aula, leva um murro de TITA, sem querer, e fica com um olho negro. Como explicar ao ex-marido, ZÉ CARLOS, com quem voltou a viver, o que se passou? E será o problema de LUÍSA maior do que o de MARIANA? É que MARIANA sabe defender-se fisicamente mas não tem conseguido saber defender-se de abusos psicológicos.                                                         |                           |                        |              |           |           |
| 17 | "Marta"                   | 27 de dezembro de 2016 | 161 500      | 4,2%      | 1,7%      |
| LUÍSA sente-se perdida entre dúvidas e mentiras e marca uma consulta com MARTA, psicóloga. Não conta a Zé Carlos, o ex-marido para quem voltou. LUÍSA tem um segredo antigo; é uma acumuladora de segredos e de omissões. O que ela não sabe é que também Zé Carlos está a consultar um psicólogo, por sinal namorado de MARTA, na mesma clínica. Acompanhamos a dança destes dois casais, que um dia, quando menos se espera, se cruzam. Será LUÍSA capaz de dizer a verdade a Zé Carlos? E Zé Carlos, será capaz de aceitar a mentira de Luísa e assumir a sua? |                           |                        |              |           |           |
| 18 | "Graziela"                | 3 de janeiro de 2017   | 171 000      | 5,7%      | 1,8%      |
| GRAZIELA já não tem idade para continuar a trabalhar. Vai ter de deixar, definitivamente, o trabalho em casa de Maria do Carmo. Talvez se mude para casa de Lucinda ou de Clara mas, antes disso, quer ir sozinha visitar a sua terra. Quer perceber se vai voltar à terra, ou se vai ficar na cidade com uma das filhas. É o regresso de Graziela ao seu lugar de origem, onde não vai há muitos anos, e onde a aguarda uma grande surpresa. O que terá mudado? Escolherá ela ficar ou voltar? |                           |                        |              |           |           |
| 19 | "Mulher-Estátua"          | 10 de janeiro de 2017  | 190 000      | 5,8%      | 2%        |
| MARIA DO CARMO tem um fascínio por estátuas vivas, por artistas de rua, cuja profissão é o silêncio e a pausa, arriscando que ninguém os olhe. Também ela está "parada" há 10 anos, desde a morte do filho. Identifica-se. Um dia, alguém lhe deixa um recado no carro: "Segue-me". Com coordenadas de GPS. Irá MARIA DO CARMO seguir o seu destino? Começa a receber flores. É alvo de várias surpresas, que não sabe como justificar ao marido. Trata-se de um fã de MARIA DO CARMO, que quer que ela volte a trabalhar como actriz. O mais inesperado dos seus fãs. |                           |                        |              |           |           |
| 20 | "O Fim de Maria do Carmo" | 17 de janeiro de 2017  | 209 000      | 4,8%      | 2,2%      |
| Estamos no camarim de MARIA DO CARMO, que finalmente aceitou voltar ao palco, como protagonista. Prometeu a si mesma que esta será a última vez. Prepara a sua última aparição. Está nervosa, inquieta. Há muitos anos que não trabalha, concentrada que estava no luto pelo filho que perdeu. Tem medo de se esquecer do texto e de ser feia. Envelheceu. Não consegue olhar-se ao espelho. Enquanto estuda o texto, em voz alta, percebemos que ela se prepara para o substituir e dizer tudo o que lhe apetece perante o público. No camarim, reescreve o seu texto. Antes de entrar em cena, olha para o espelho e sorri, mas o espelho continua sério. É o regresso ao palco de MARIA DO CARMO. Mas no palco, como na vida, tudo pode acontecer. |                           |                        |              |           |           |